# 信号器材
信号器材（しんごうきざい）とは神奈川県川崎市中原区に本社を置く日本の株式会社。

## 概要
道路標識や路面標示、鉄道信号保安用品などの製造・販売・施工を行う。道路標識は関東圏で6割以上のシェアを有すると推定される。川崎に本社工場を有し、製品を神奈川県や東京都へ迅速に輸送・施工できる強みを持つ。2008年4月期の売上高のうち、84％を道路部門、16％を鉄道部門が占める。売上高は130億円強で推移。

## 沿革
1947年（昭和22年）に設立し、1951年（昭和26年）に建設業として登録した。1959年（昭和34年）に路面標示と道路標識を開発する。
創業当初は鉄道信号に関連する製品を主流としていたが、自動車の主流と共に道路標識や路面標示の製造に軸足を移した。

## 卓球部
信号器材は卓球の実業団チーム「信号器材卓球部」を持つ。男女ともに1部と2部があり、各年度の前期と後期で順位を競い合うことで自動的に昇降格する。最高成績は1978年度前期の日本卓球リーグ1部5位。